# Rettungsdienstrecht
Das Rettungsdienstrecht oder auch Recht im Rettungsdienst bezeichnet das Rechtsgebiet, das sich mit Gesetzen, Verordnungen und anderen rechtlichen Fragen des Rettungsdienstes beschäftigt. Es stellt ein sehr weit gefächertes Rechtsgebiet dar, das sich sowohl mit der Zulassung zur Betätigung im Rettungsdienst beschäftigt als auch mit Rechtsfragen der Beteiligten untereinander.

## Rechtsgrundlagen
Die Besonderheit dieses speziellen Rechtsgebiets sind die zahlreichen Verästelungen zwischen Landesrecht, Bundesrecht und Europarecht. So ist der Rettungsdienst aufgrund des Föderalismusprinzips im deutschen Grundgesetz Ländersache und wird daher durch die jeweiligen Landesgesetze in den Bundesländern geregelt. Entsprechendes gilt für die Länder Österreichs und der Schweiz; auch dort regeln Landesrettungsdienstgesetze bzw. die Schweizer Kantone den Rettungsdienst. Demgegenüber besitzt der Bundesgesetzgeber eigene Kompetenz beispielsweise zur Regelung der Ausbildung der Notfallsanitäter oder des Straßenverkehrsrechts.

### Rechtsgrundlagen in den Bundesländern
In den Bundesländern gibt es jeweils einzelne Vorschriften für die Arbeit des Rettungsdienstes:
| Bundesland             | Gesetz                                                                                             | Verordnung |
| ---------------------- | -------------------------------------------------------------------------------------------------- | --- |
| Baden-Württemberg      | Gesetz über den Rettungsdienst                                                                     | keine Verordnung |
| Bayern                 | Bayerisches Rettungsdienstgesetz                                                                   | Verordnung zur Ausführung des Bayerischen Rettungsdienstgesetzes |
| Berlin                 | Gesetz über den Rettungsdienst für das Land Berlin                                                 | Verordnung über den Notarztdienst |
| Brandenburg            | Gesetz über den Rettungsdienst im Land Brandenburg                                                 | Verordnung über den Landesrettungsdienstplan |
| Bremen                 | Gesetz über den Rettungsdienst im Lande Bremen                                                     | keine Verordnung |
| Hamburg                | Hamburgisches Rettungsdienstgesetz                                                                 | keine Verordnung |
| Hessen                 | Hessisches Rettungsdienstgesetz                                                                    | Verordnung zur Durchführung des Hessischen Rettungsdienstgesetzes                                                                                                   |
| Mecklenburg-Vorpommern | Rettungsdienstgesetz Mecklenburg-Vorpommern                                                        | Verordnung über die Rettungsdienstplanung und weitere Ausführung des Rettungsdienstgesetzes Mecklenburg-Vorpommern                                                  |
| Niedersachsen          | Niedersächsisches Rettungsdienstgesetz                                                             | Verordnung über die Bemessung des Bedarfs an Einrichtungen des Rettungsdienstes                                                                                     |
| Nordrhein-Westfalen    | Gesetz über den Rettungsdienst sowie die Notfallrettung und den Krankentransport durch Unternehmer | Verordnung über die Zuständigkeit für die Erteilung einer Genehmigung zur Durchführung von Notfallrettung und Krankentransport mit Luftfahrzeugen durch Unternehmen |
| Rheinland-Pfalz        | Landesgesetz über den Rettungsdienst sowie den Notfall- und Krankentransport                       | keine Verordnung |
| Saarland               | Saarländisches Rettungsdienstgesetz                                                                | keine Verordnung |
| Sachsen                | Sächsisches Rettungsdienstgesetz                                                                   | Sächsische Landesrettungsdienstplanverordnung |
| Sachsen-Anhalt         | Rettungsdienstgesetz des Landes Sachsen-Anhalt                                                     | keine Verordnung |
| Schleswig-Holstein     | Schleswig-Holsteinisches Rettungsdienstgesetz                                                      | Landesverordnung zur Durchführung des Schleswig-Holsteinischen Rettungsdienstgesetzes                                                                               |
| Thüringen              | Thüringer Rettungsdienstgesetz                                                                     | keine Verordnung |

### Berufsqualifizierende Vorschriften
Die Ausbildung der Notfallsanitäter nach dem Notfallsanitätergesetz (NotSanG) und der Ausbildungs- und Prüfungsverordnung für Notfallsanitäterinnen und Notfallsanitäter (NotSan-APrV) sowie die der bisherigen Rettungsassistenten nach dem Rettungsassistentengesetz (RettAssG) unterliegt im Wesentlichen bundesrechtlichen Vorgaben aufgrund der Gesetzgebungskompetenz des Bundes für die Zulassung zu Heilberufen nach Artikel 74 Abs, 1 Nr. 19 Grundgesetz (GG). Demgegenüber ist die Weiterbildung zum Notarzt und die Ausbildung der Rettungssanitäter landesrechtlichen Satzungen und Verordnungen unterworfen.
Gleich drei Rechtsgebiete – namentlich das Arbeitsrecht, Haftungsrecht und Strafrecht – beschäftigen sich in regelmäßigen Abständen mit den Möglichkeiten der Delegation ärztlicher Leistungen auf das Rettungsdienstpersonal und deren eigener Kompetenz zu Auswahl und Durchführung medizinischer Maßnahmen.

### Vorschriften zur Durchführung des Rettungsdienstes
Das Rettungsdienstrecht umfasst ferner die öffentlich-rechtlichen Regelungen in den jeweiligen Landesrettungsdienstgesetzen zur Teilnahme am Rettungsdienst als staatliche Aufgabe durch hoheitliche Träger, durch beauftragte Unternehmen und Organisationen. Sie regeln sowohl die bodengebundene Notfallrettung, Luftrettung und den Krankentransport, teilweise auch Sonderformen wie beispielsweise First Responder (Helfer vor Ort) und Intensivtransport. Daneben gestatten einige Landesrettungsdienstgesetze die Zulassung durch Genehmigungen außerhalb des öffentlich-rechtlichen Rettungsdienstes, meist jedoch beschränkt auf Krankentransporte.

#### Teilnahme am öffentlich-rechtlichen Rettungsdienst
Bei der Teilnahme am öffentlich-rechtlichen Rettungsdienst ist die Ausgestaltung der Auswahl- bzw. Vergabeverfahren jedenfalls in Ausprägungen europarechtlichen Vorgaben unterworfen; Sie ist selbst nach den EU-Richtlinien 2014/24/EU (Vergaberichtlinie) und 2014/23/EU (Konzessionsrichtlinie) sowie der Novellierung des Vergaberechts im Gesetz gegen Wettbewerbsbeschränkungen (GWB) nicht nur hinsichtlich der so genannten Bereichsausnahmen noch immer höchst umstritten. Nicht wenige Entscheidungen des Europäischen Gerichtshofs (EuGH) beschäftigten sich mit der Vergabe von Leistungen des Rettungsdienstes und wirkten so auf andere Rechtsgebiete weiter. Verfassungsrechtlich hatten sich die Verfassungsgerichte sowohl mit der Einbindung privater Organisationen als auch mit der Kommunalisierung der Rettungsdienste zu beschäftigen. Arbeitsrechtlich gestalteten sich die Rechtsfragen des Betriebsübergangs bei einem Wechsel der Durchführenden des Rettungsdienstes als weitreichend.
Rechtsstreitigkeiten hinsichtlich der Standortwahl und der Finanzierung des Rettungsdienstes sind in der Regel verwaltungsrechtlicher Natur und je nach Ausgestaltung des Landesrettungsdienstgesetzes vor den Verwaltungsgerichten zu entscheiden.

#### Leistungen außerhalb des öffentlich-rechtlichen Rettungsdienstes
Auch hinsichtlich der Genehmigung von Leistungserbringern außerhalb des öffentlich-rechtlichen Rettungsdienstes finden sich Öffnungsklauseln in den jeweiligen Landesrettungsdienstgesetzen. Meist ist diesen eine Bedarfs- oder Verträglichkeitsprüfung in Hinsicht auf die Funktionsfähigkeit des Rettungsdienstes vorgeschaltet.

#### Nationale und internationale Patiententransporte
Schwierigkeiten durch die verschiedenen Landesrettungsdienstgesetze ergeben sich vor allem bei länderübergreifenden Transporten, sowohl innerdeutsch als auch bei Transporten ins und aus dem Ausland. Ob für einen Transport von einem Ausgangsort oder zu einem Zielort im jeweiligen Bundesland eine Genehmigung benötigt wird, bestimmt das jeweilige Landesrecht.

### Vorschriften zu BOS und Datenübermittlung
Nicht nur im Bereich der Rettungsleitstellen tauchen regelmäßig telekommunikationsrechtliche und datenschutzrechtliche Fragen auf, beispielsweise bei der Kommunikation der Behörden und Organisationen mit Sicherheitsaufgaben (BOS) einschließlich der Teilnahme am Behördenfunk (auch BOS-Funk). So kann das Abhören des Behördenfunks strafrechtliche Konsequenzen nach den §§ 201, 206 Strafgesetzbuch (StGB) haben. Aber auch die Standortübermittlung der Fahrzeuge, die Übermittlung von Patientendaten, einschließlich der Telemetrie sowie der landesweiten Speicherung von Patientendaten ruft immer wieder das Datenschutzrecht auf den Plan; einschlägig sind hier die Bestimmungen des Bundesdatenschutzgesetzes (BDSG) und der Landesdatenschutzgesetze.
Neu sind datenschutzrechtliche Fragen im Rahmen der telemedizinischen Versorgung.

### Regelungen zur Vergütung im Rettungsdienst
Im Sozialversicherungsrecht beschäftigen sich die Juristen sowohl mit der Abrechnung der Patientenbeförderung durch Krankenfahrten, Krankentransporte und Notfalltransporte in den §§ 60, 133 Sozialgesetzbuch 5 (SGB V), aber auch mit der Vergütung der Notärzte, soweit diese nach dem SGB V zu vergüten sind. Daneben kommen sowohl privatrechtliche Streitigkeiten der Gebührenordnung für Ärzte (GOÄ) bei Privatpatienten, aber auch verwaltungsrechtliche Streitigkeiten hinsichtlich der von den Rettungsdienstträgern erhobenen Rettungsdienstgebühren in Betracht. Die Ausgestaltung ist auch hier mehr als nur durch landesrechtliche Nuancen geprägt.

### Verkehrsrechtliche Vorgaben
Das Rettungsdienstrecht tangiert klassisch auch die Bereiche des Straßenverkehrsrechts und des Zulassungsrechts. Fragen ergeben sich hier hinsichtlich der Inanspruchnahme von Sonderrechten, Wegerechten und Hoheitsrechten nach den §§ 35, 38 Straßenverkehrsordnung (StVO), der Ladungssicherung nach § 22 StVO, aber auch hinsichtlich der Ausstattung der Fahrzeuge mit verschiedenfarbigen Lichtern, insbesondere blauen Kennleuchten und Sondersignalanlagen nach der Straßenverkehrszulassungsordnung. Abgrenzend finden sich immer wieder Bezüge zum Personenbeförderungsrecht.
Im Bereich der Luftrettung finden ergänzend luftfahrtrechtliche Vorschriften Anwendung.

## Rettungsdienstrecht als Forschungs- und Tätigkeitsfeld
In dem Arbeitsgemeinschaft RettungsdienstRecht e.V. bekennen sich einige Juristen mit medizinischer Doppelqualifikation als Arzt, Rettungsassistent oder Rettungssanitäter zu diesem speziellen Rechtsgebiet.